# Chaetanthera
Chaetanthera là một chi thực vật có hoa trong họ Cúc (Asteraceae).

## Loài
Chi Chaetanthera gồm các loài: